# Visagino futbolo klubas Interas
L'Interas-AE Visaginas (nome completo Visagino futbolo klubas "Interas"), chiamato comunemente Interas, è una società calcistica con sede a Visaginas, in Lituania.